# Daa (Tanzania)
Daa è una circoscrizione rurale (rural ward) della Tanzania situata nel distretto di Karatu, regione di Arusha. Conta una popolazione di 9 868 abitanti (censimento 2012).